# Phragmataecia pelostema
Phragmataecia pelostema is een vlinder uit de familie houtboorders (Cossidae). De wetenschappelijke naam van deze soort werd voor het eerst geldig gepubliceerd in 1923 door Hering.
De soort komt voor in tropisch Afrika.